# 金玉 (俗語)
金玉（きんたま、きんだま）は、一般的に哺乳類の雄（ヒトでは男性）が持つ睾丸を表す俗語である。倒語の「たまきん」も広く普及している。器官としての精巣については「精巣」の項を参照。

## 概要
遅くとも江戸時代には用例が見られる。古くは陰茎なども含めた男性器を表す言葉であったが、時代が下るにつれて精巣のみを指すようになった。陰嚢は広義では金玉に含まれ、狭義では金玉袋として区別される。
倒語の「たまきん」が使用される場合も多い。名前が「たまき」である人物を揶揄する意味で「たまきん」というあだ名が付けられることもある。

### 語源
語源には諸説あるが、どれも推測の域を出ない。1590年（天正18年）の用字集『節用集』に仮名でキンタマとあることから、金玉は当て字と考えられる。
- 「キノタマ（酒の玉）」ここでの酒はどぶろく。外見がどぶろくに類似する液体を作る玉[3]。阿刀田高も、『ことばの博物館』のなかでこの説を唱えている[6]。
- 「キノタマ（気の玉）」宇宙の動きや心の動きの原因たる根本としての「気」[7]
- 「イキノタマ（生の玉）」生命の玉[8]。昭和の国語辞典『大言海』にもこの説が記載されている[9]。
- 「キビシタマ（緊玉）」命に関わる玉[10]
- 「キモダマ（肝玉）」新村出による説[11]。また、井上章一も「肝っ玉が小さい」と「金玉が小さい」の意味の類似から同様の説を唱える[12]。

その他、大切なものであるから貴金属のゴールドの名を冠した、という説がある。なお、金色だから金玉というのは誤り（精巣は赤褐色）。

### 類語
（特に断らない限り出典：）
- きん
- きんてき
- ゴールデンボール
- たま
- たまたま
- たまきん
- おいなり
- ふぐり
- ちんたま - ちんぽ又はちんちんあるいはちんこと金玉が合わさった造語。
- きゃんたま - 婉曲表現の一つ。1980年代のラジオ番組『アニメトピア』で声優の三ツ矢雄二らが使用した。テレビでは、2000年代のコント番組『リチャードホール』で山崎弘也扮するキャラ「下衆ヤバ夫」が多用した。
- キャン玉（あるいは、キャン） - イタズラジャーニーにおいて、睾丸（主に鹿とされる）を食べさせられるイタズラで用いられる用語[16]。

## ことわざ・慣用句
- 「狸の金玉 八畳敷き」
- 「蚤の金玉」小さい物を表す。「蚤の金玉八つ切り」あるいは「蚤の金玉八つ割り」のように使用される。同義語に「蚤の心臓」がある。
- 「金玉が縮み上がる」恐怖で震え上がる様。

## 放送禁止用語
大半の放送メディアが放送禁止用語に認定しているとされるが、例外も散見される。
ザ・ドリフターズのコント番組では加藤茶、志村けんなど児童に扮したボケ役が用いることがある。また、志村けんのコント番組では成人に扮した演者が使用した場合でもカットせずに放送されていた。たとえば、文脈から判断する限り「たのきんトリオ」と言うべきところ、「たまきんトリオ」とボケている。どちらもゴールデンタイムに放送された子供向けコント番組である。
深夜番組『北野ファンクラブ』の替え歌コーナーでは、ビートたけしらが扮するバンド「亀有ブラザーズ」が、『ザ・ヒットパレード』のテーマソング「Hit Parade、Hit Parade、みんなのHit Parade」を「引っ張れ、引っ張れ、たまきん引っ張れ」と歌った。
アニメ『おぼっちゃまくん』では、「茶魔語」と呼ばれるギャグ表現で「ありがとう」をもじった「ありがたまきん」が使用されていた。
2016年東京都知事選挙の政見放送で、候補者の後藤輝樹が「金玉」と発言した部分をNHKがカットして放送した。NHK側は「公職選挙法をふまえて、過去の判例をもとに、選挙管理委員会の見解も参考にした上で削除をしたのであり、放送禁止用語だからという短絡的な理由ではない」と説明した。この対応について後藤は、再度出馬した2020年東京都知事選挙の政見放送で批判声明を出した。（関連項目:政見放送削除事件#その後の政見放送削除）
2019年の映画『ヒキタさん! ご懐妊ですよ』では不妊治療をする主人公が「だめ金玉」と揶揄される描写があり、主演の松重豊は記者会見で放送禁止用語ではないと主張した。

### ロンパールーム金玉事件
昭和時代の子供向け番組『ロンパールーム』で、出演した幼児が「き」で始まる言葉を言うゲームで「金玉」と発言し、言い直しを促されてもなお「綺麗な金玉」と答えたため急遽CMに移り、再開後にその幼児の席にクマのぬいぐるみが置かれていたという言い伝えがある。

## 狸の金玉
擬人化あるいはキャラクター化されたタヌキの代名詞として巨大な金玉が描写されることが多い。例、化け狸、信楽焼の狸の置物など。
大きく広がった物を意味する「狸の金玉 八畳敷き」という慣用句も存在する。これは金箔を製造する際、タヌキの陰嚢の皮を使用すると1匁（3.75グラム）の金から畳8畳分の金箔が得られるという俗説に由来する。
浮世絵にも多く残されており、特に歌川国芳の一連の作品が知られる。

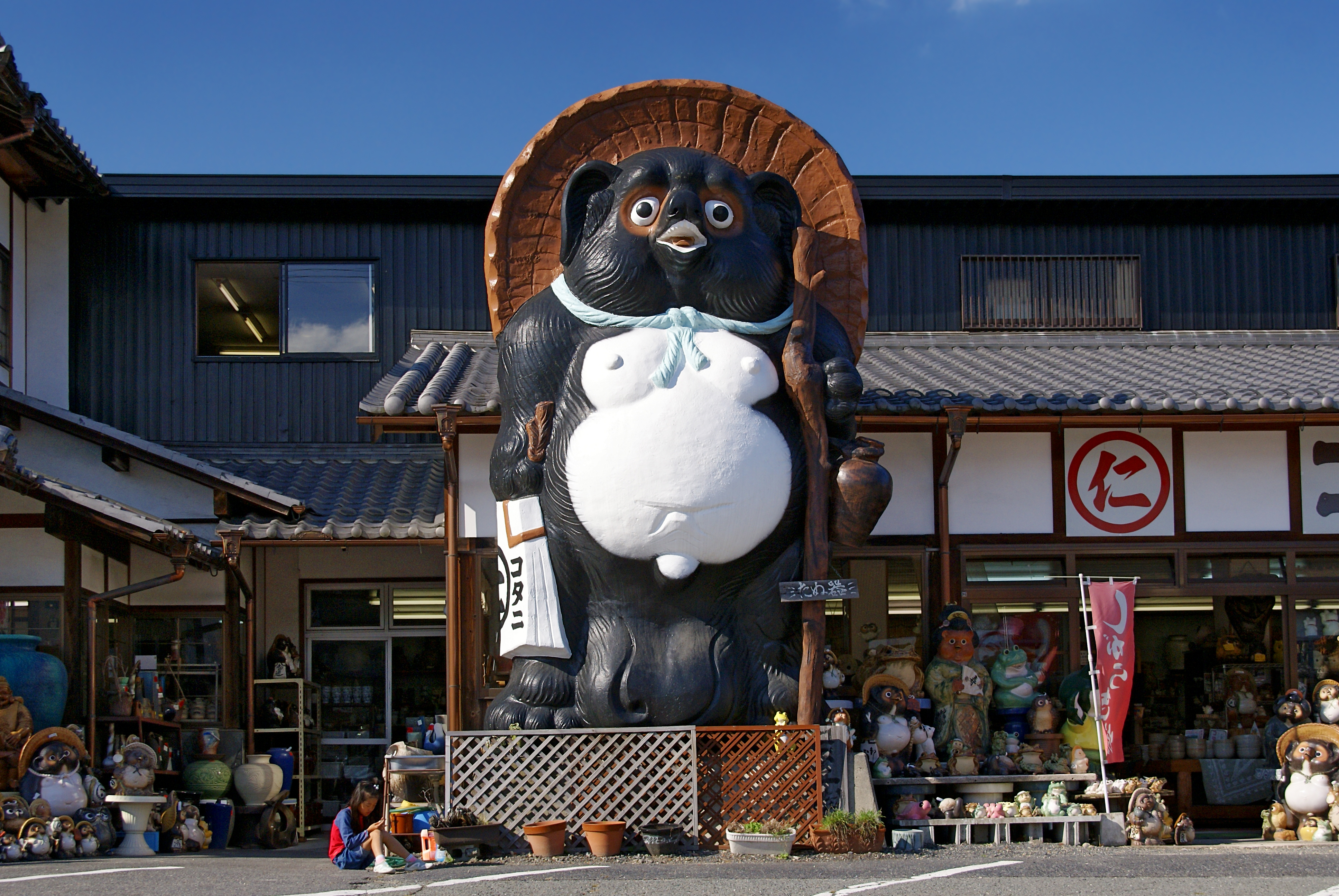
信楽焼の置物
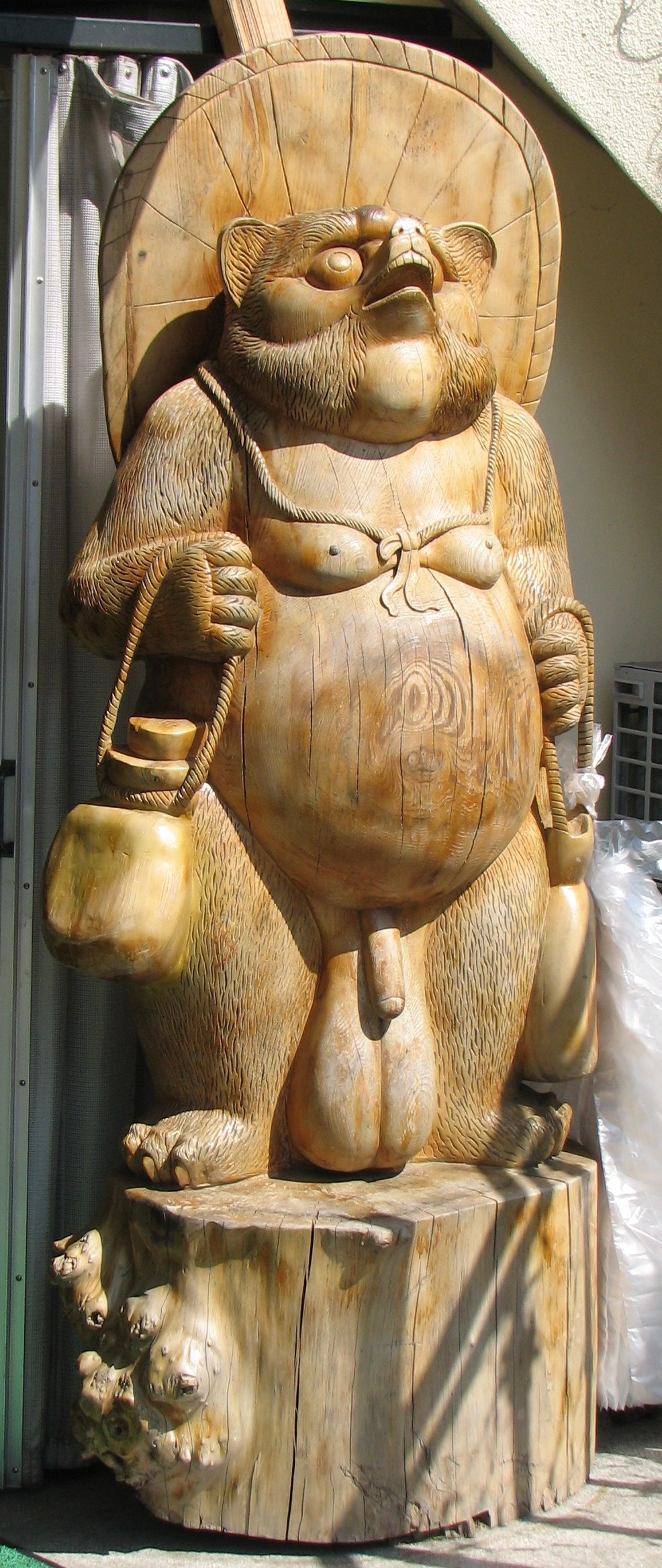
木像
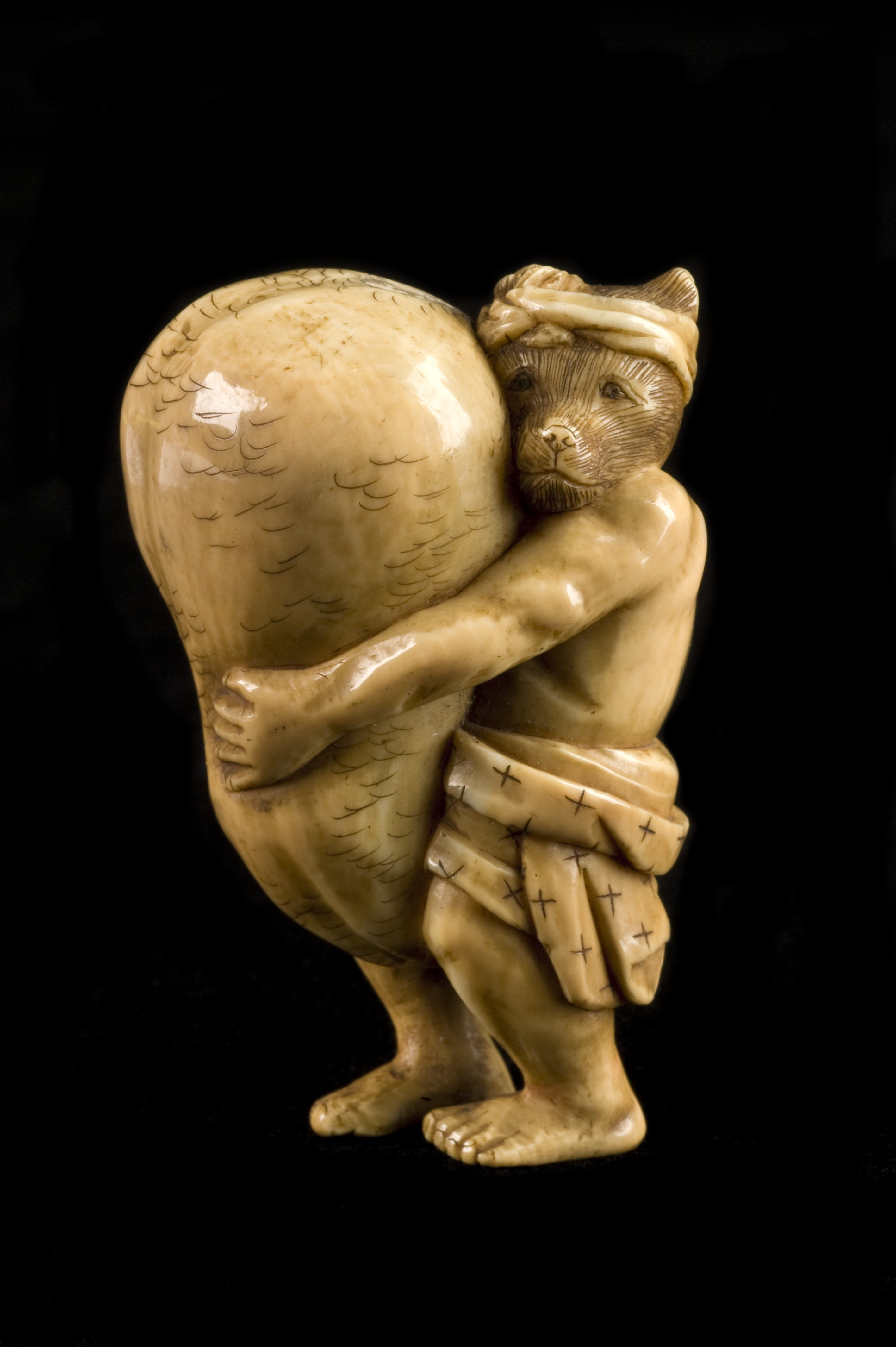
根付
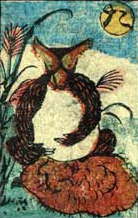
お化けかるた
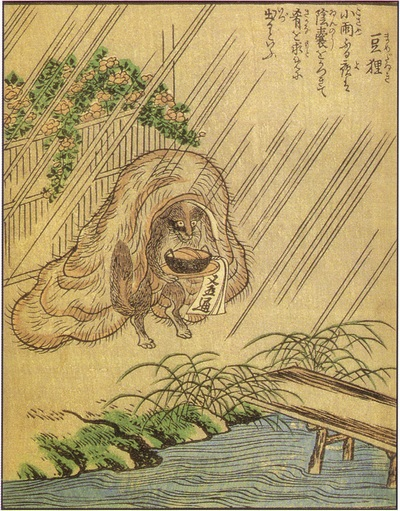
『絵本百物語』より竹原春泉斎『豆狸』
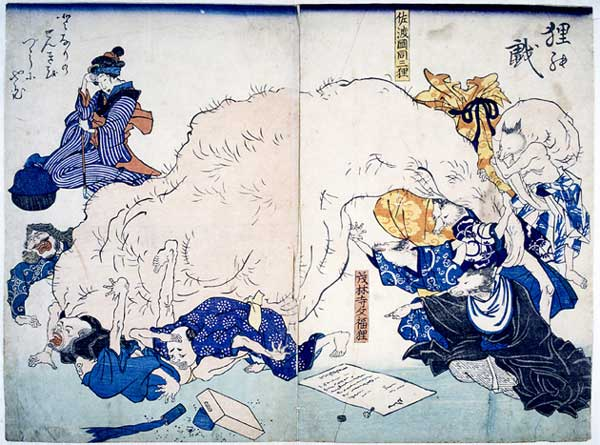
河鍋暁斎『狸の戯』
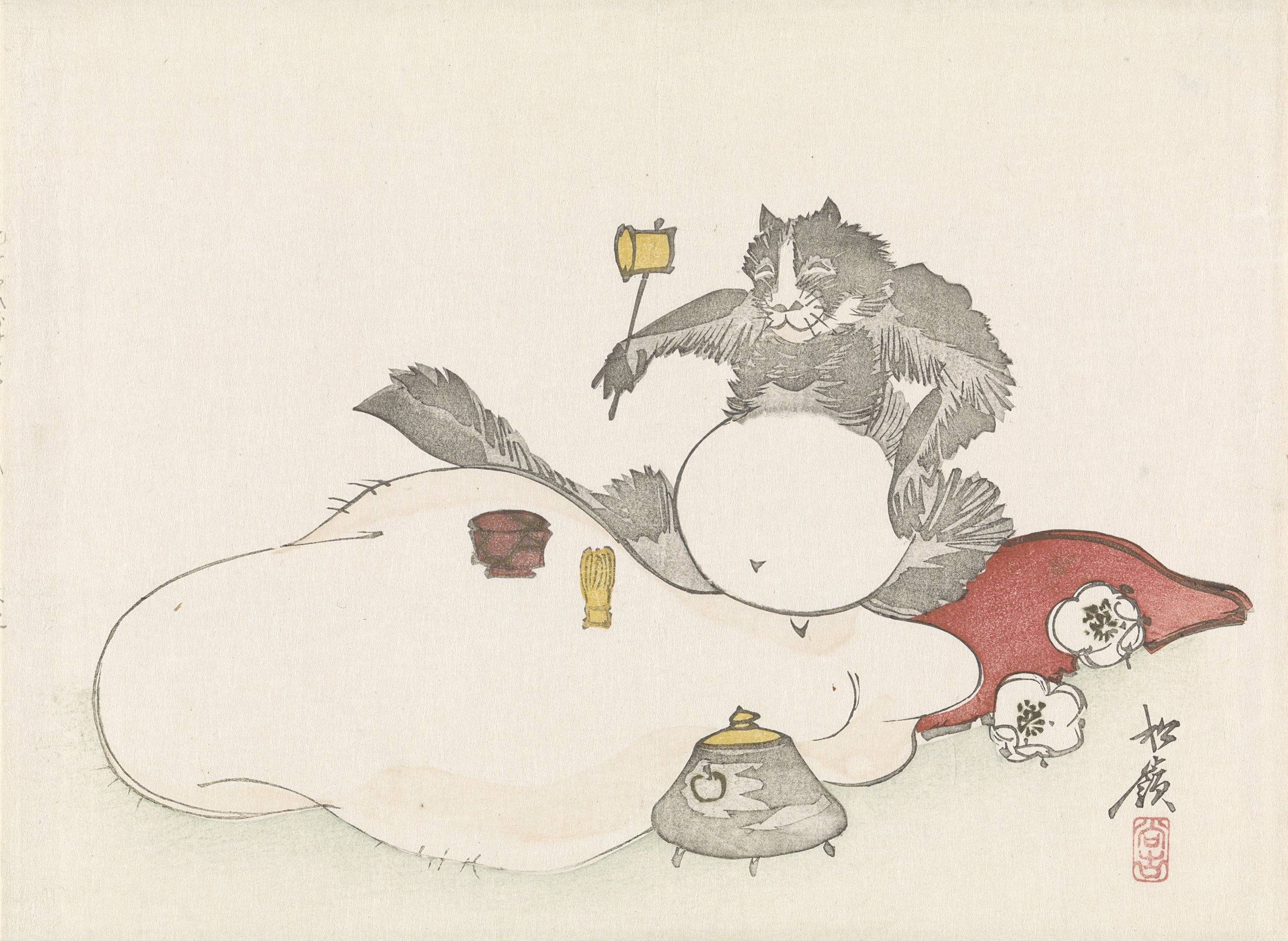
詳細不明
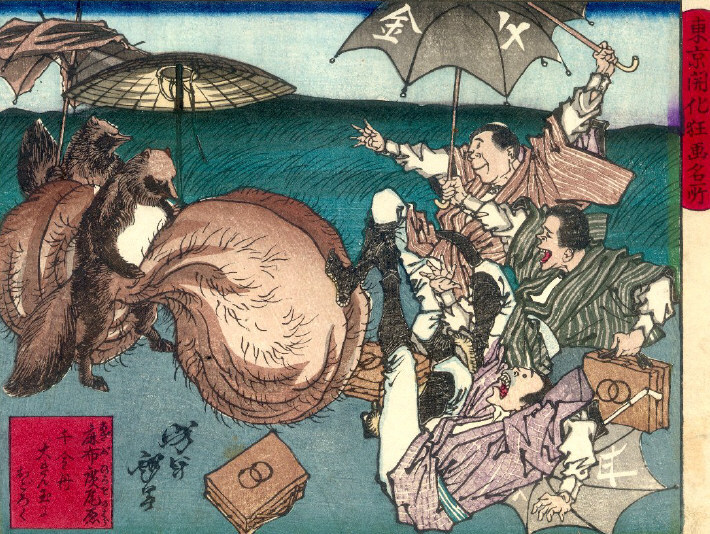
月岡芳年『東京開化狂画名所』

### 替え歌
賛美歌『まもなくかなたの』の替え歌として春歌『たんたんたぬき』（あるいは『たんたんたぬきの』）が知られる。
替え歌の普及時期は不明。明治期に賛美歌を原曲とする唱歌経由で普及したとする説や、賛美歌を引用したとされる1937年発売のヒット曲『タバコやの娘』の替え歌説もある。
全国各地で伝承されており、出だしの歌詞「たんたんタヌキの金玉は風もないのにぶ～らぶら」はほぼ一致するが、後半の歌詞の相違が発生している。後半部分がなく、出だしの歌詞で完結するバージョンもある。
古くは「金玉」を「金時計」と歌うバージョンが女子の間で普及していた。これについて「風もないのに揺れる」という描写は、大きすぎて揺れにくい狸の金玉より、狸とあだ名される嫌味な先生が懐中時計を見せびらかす描写だとする方が自然であり、こちらが先にできて同時期に両バージョンが普及したが、腕時計の普及により金時計バージョンのみ廃れたという考察もある。

### 民話・昔話
日本各地に狸の金玉を題材にした民話・昔話がある。
- 『狸の金玉八畳敷き』

村に訪れた偉い僧侶の正体が狸であったという話。説教に退屈した村人が畳を毟ったところ僧侶が痛そうに顔を歪めたことから、その畳が化け狸の金玉だと気づく。文献による初出は大田南畝『蝶夫婦』。
- 『化狸と和尚』

和尚が次々と行方不明になる寺があり、その原因が旅の僧に化けた狸であったという話。新しい和尚も狸の金玉で生け捕りにされそうになるが、焼け石を利用して退治する。地域により、話好きの老人と毎日話を聞きに来る謎の小僧など設定や題名が異なる。

### その他の用例

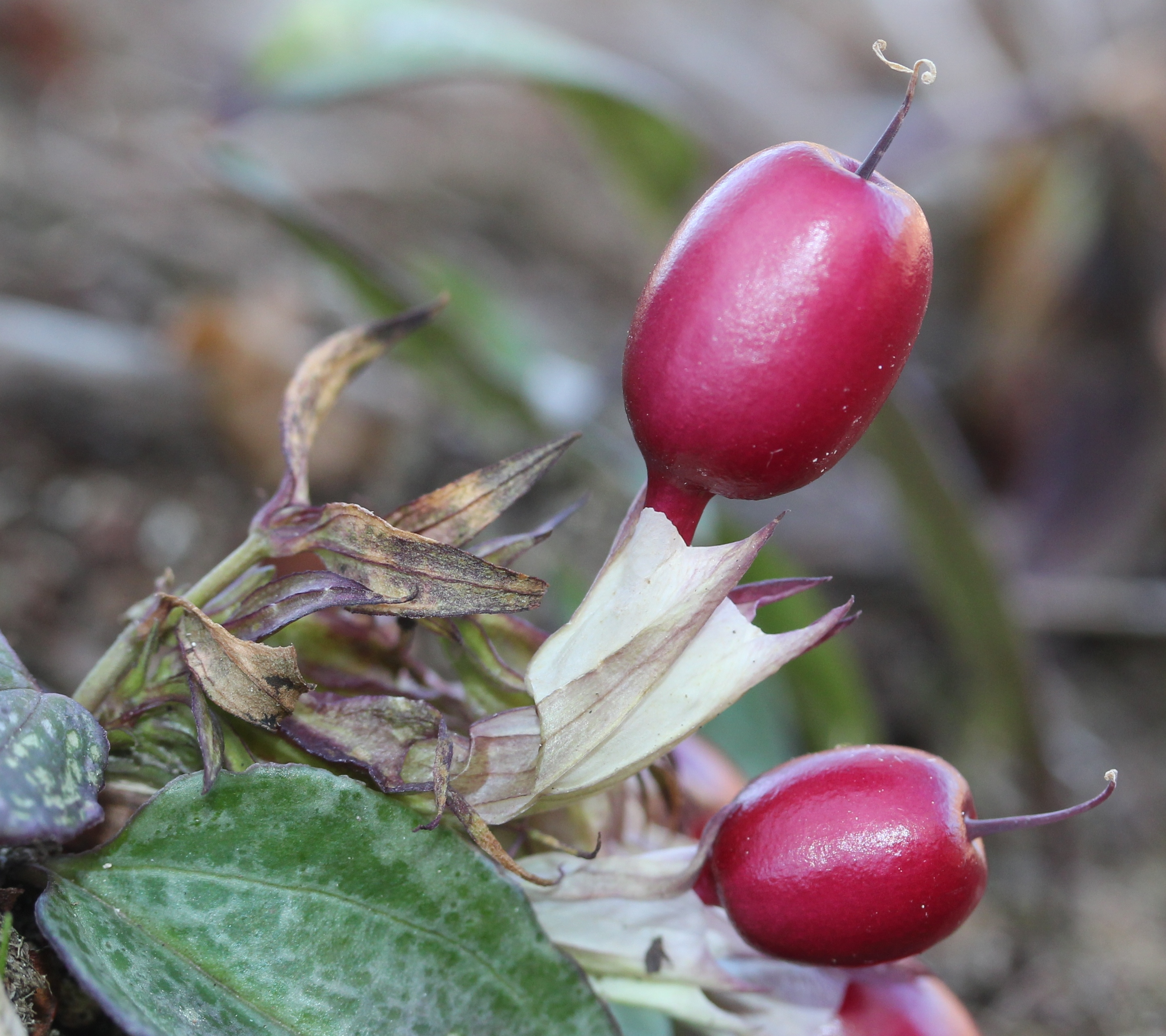
ツルリンドウの実

山口県の一部地域で、ツルリンドウを「たぬきのきんたま」「たぬきのきんたまはちじょーじき」と呼ぶ。果実の見た目が由来とされる。

## 大衆文化

### 楽曲
- つボイノリオ『金太の大冒険』1975年
- ブリーフ&トランクス『ゴールデンボール』2012年
- 『お爺きんたま』 - 高知県のわらべ歌[32]

### 小説
- 青島幸男『蚤のキンタマ』1976年

### 漫画
- 立石佳太『超人キンタマン』1981年

### その他
- キンタマウイルス - 2004年に初確認された暴露型コンピュータウイルス「Antinny.G」の通称[33]